# 6321 Namuratakao
6321 Namuratakao (1991 BV) là một tiểu hành tinh vành đai chính được phát hiện ngày 19 tháng 1 năm 1991 bởi A. Sugie ở Đài thiên văn Dynic.